# 十八里铺镇 (颍上县)
十八里铺镇，是中华人民共和国安徽省阜阳市颍上县下辖的一个乡镇级行政单位。

## 行政区划
十八里铺镇下辖以下地区：
十八里铺村、大海村、古店村、谢庄村、魏庄村、桅杆村、曹庙村、老庄村、闫邢村、张王庄村、花园村、邢洋村和宋洋村。